# Вулканізм на тілах Сонячної системи

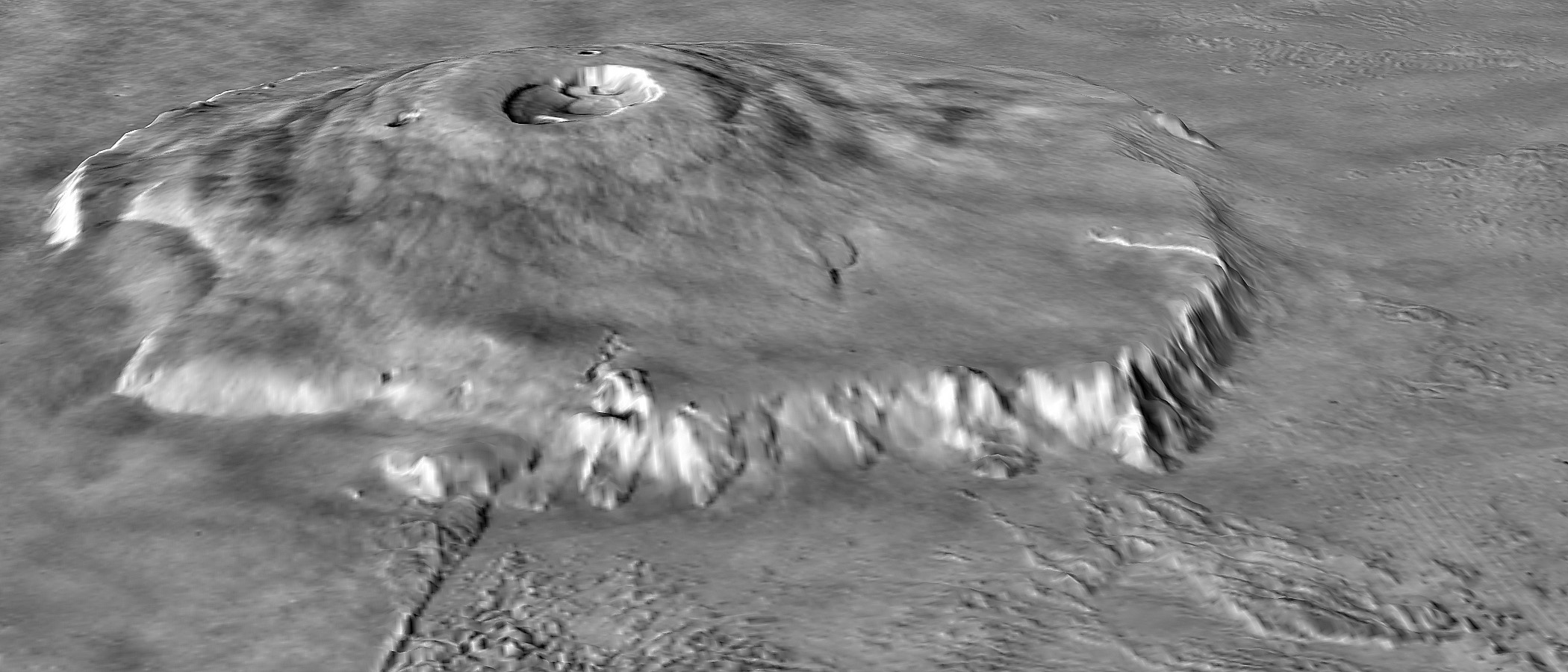
Марсіанський Олімп — найбільший вулкан у Сонячній системі

Вулканізм — це сукупність явищ, пов'язаних з рухом магми у верхній мантії та корі, а також на поверхні Землі чи іншого небесного тіла. Йому властива максимально концентрована енергія на одиницю площі. Найяскравішими прикладами вулканічної діяльності служать, звичайно, самі вулкани. Їхнє місцезнаходження визначається, перш за все, тектонічною будовою кори, тому багато в чому (хоча й не повністю) області поширення вулканізму й землетрусів збігаються. Іншими видами вулканічної діяльності є гейзери, гарячі джерела, грязьові вулкани.
У Сонячній системі активні вулканічні процеси, крім Землі, відомі ще на трьох тілах: на супутнику Юпітера Іо, на супутнику Сатурна Енцеладі та на супутнику Нептуна Тритоні. Також на всіх планетах внутрішньої групи — Меркурій, Венера, Марс та супутнику Землі — Місяці відомі сліди давньої бурхливої вулканічної діяльності (застиглі лавові долини, кальдери, згаслі щитові вулкани).
Крім того, є непідтверджені дані (нечіткі знімки космічних станцій), що кріовулканізм (один з проявів вулканізму), може бути на Титані, Європі, Ганімеді. У січні 2014 року було зафіксовано ознаки можливої наявності кріовулканізму на Церері (інше можливе пояснення спостережуваних викидів пари — сублімація льоду). У 2015 році форми рельєфу, які можуть бути кріовулканами, виявили на Плутоні.

## Меркурій

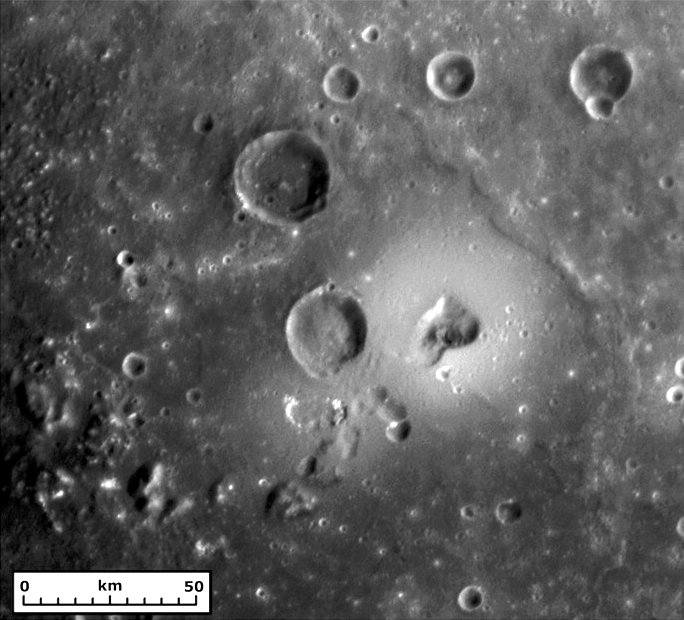
Ймовірний вулканічний кратер на Меркурії (у світлому ореолі)

Поверхня Меркурія вкрита численними метеоритними кратерами. Це робить її схожою на місячну, але на ній значно більше слідів колишніх вулканічних та тектонічних явищ. Частина поверхні Меркурія вкрита лавовими рівнинами, чимало там і тектонічних об'єктів, переважно уступів та гряд, подекуди трапляються вулканічні кратери та своєрідні дрібні западини незрозумілого походження. З часом надра Меркурія остигли настільки, що вулканізм на ньому вщух. Це, ймовірно, сталося в перші 700—800 млн років його історії, тобто 3 млрд років тому. Усі подальші зміни рельєфу обумовлені ударами об поверхню планети космічних тіл.
Серед рівнин Меркурія вирізняються два типи — старші й більш посічені, які розташовані між великими кратерами, та молодші й рівніші, що трапляються як зовні, так і всередині кратерів. І другі і, ймовірно, перші утворені виливами дуже плинної лави, подібно до місячних морів. Але на Меркурії лавові рівнини значно розповсюдженіші, світліші й переважно старші. Є на планеті й інші сліди вулканічної активності — западини, що можуть бути кратерами або кальдерами. Вони мають неправильну форму і сягають десятків кілометрів у ширину; всього їх виявлено близько ста. Часто вони оточені світлим ореолом викидів, і в такому випадку інтерпретуються як кратери від вибухових вивержень пірокластичних порід. Великих щитових вулканів, характерних для решти планет земної групи, на Меркурії нема.

## Венера

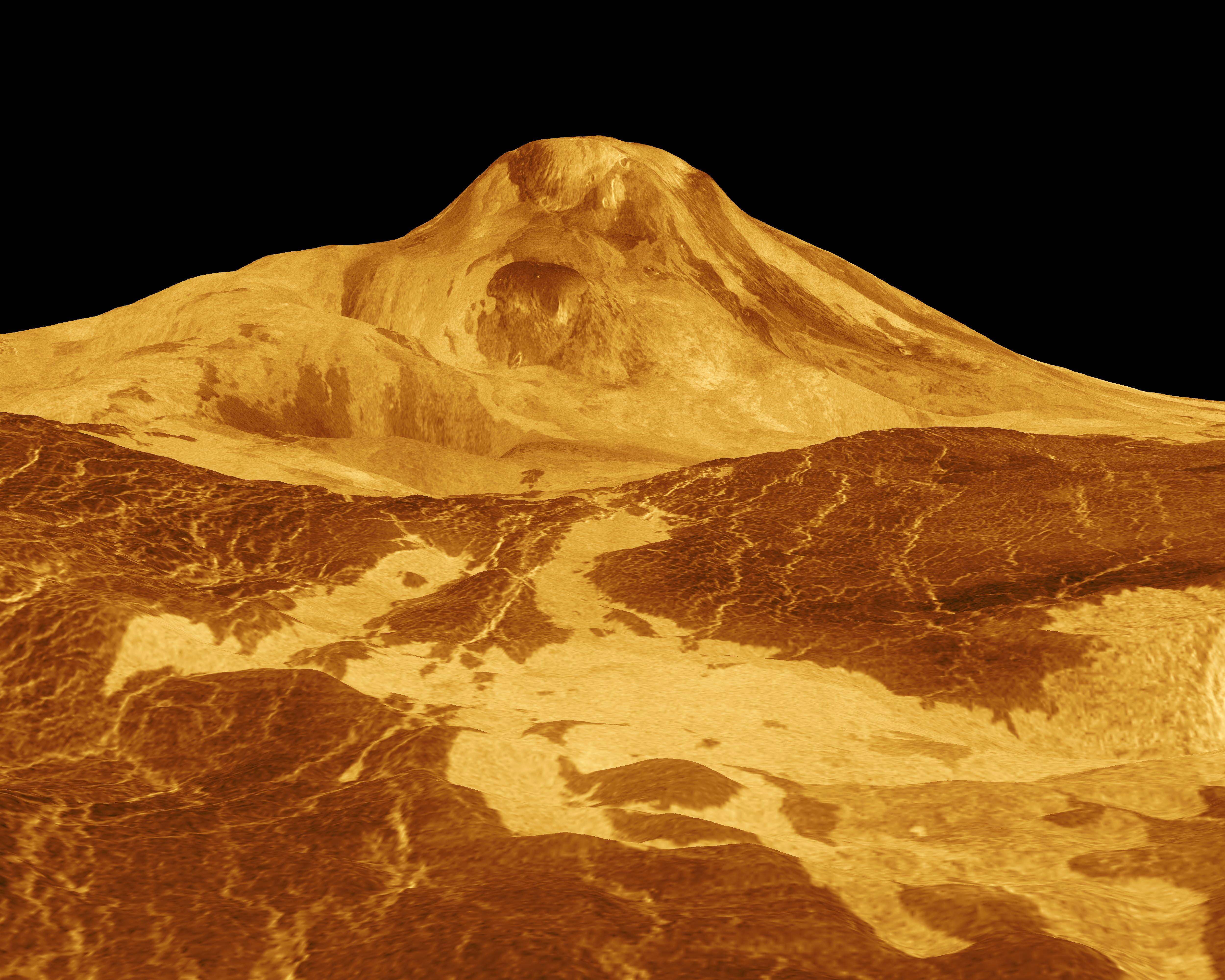
Найбільший венеріанський вулкан — гора Маат. Тривимірна модель, розтягнута по висоті в 22,5 рази. Насправді сам вулкан темно-сірий, а небо — зеленувато-жовте

На Венері дуже багато вулканів, але майже всі вони давно згаслі. Близько півмільярда років тому, в ході посилення вулканічної активності, поверхня Венери була оновлена — старі деталі поверхні було залито лавою. Тепер більша частина поверхні Венери складається з базальтових порід.

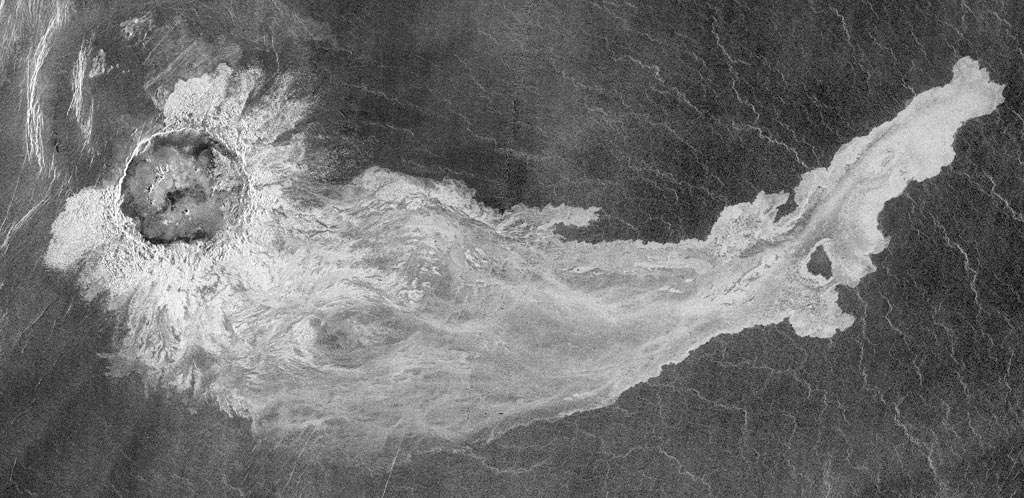
Метеоритний кратер Аддамс. Потік довжиною понад 600 км, що від нього тягнеться, міг бути утвореним ударним розплавом або лавою від спричиненого ударом виверження.

Жодних прямих ознак сучасної вулканічної активності на Венері не виявлено, проте є підстави припускати, що гора Маат вивергалася відносно нещодавно — про це свідчать свіжі потоки застиглої лави, відсутність ударних кратерів і «снігу» (типового для височин Венери покриву з яскравих речовин) на її вершині. Крім того, на можливу активність венеріанських вулканів може вказувати постійне поповнення атмосферного запасу двоокису сірки. Кора Венери не розділена на літосферні плити, тому вулкани на Венері формувалися за допомогою мантійних плюмів. Через це деякі вулкани досягли чималих розмірів. Багато з них мають сотні кілометрів у діаметрі, але при цьому їхні схили дуже пологі через низьку в'язкість лави, що витікала з них.
Найтиповішими для Венери є щитові вулкани гавайського типу, а також структури, які характерні лише для Венери, такі як нови, вінці і арахноїди. Нови є радіальними комплексами тріщин у корі, з яких раніше виливалася лава. Арахноїди — це старі вулканічні куполи, що просіли. Вони вкриті кільцевими й радіальними тріщинами, що при погляді зверху робить їх схожими на павутиння. Вінці — куди складніші структури, що складаються з кільцевих хребтів і поглиблень.
Досі напевно невідомо, яку товщину має кора Венери. Різні оцінки дають дані від 16 до 60 км. У останньому випадку вулканізм на Венері перебуває у стадії, близькій до завершальної, у першому ж випадку катастрофічні події геологічного характеру можливі в майбутньому.
Вулканічні структури Венери:

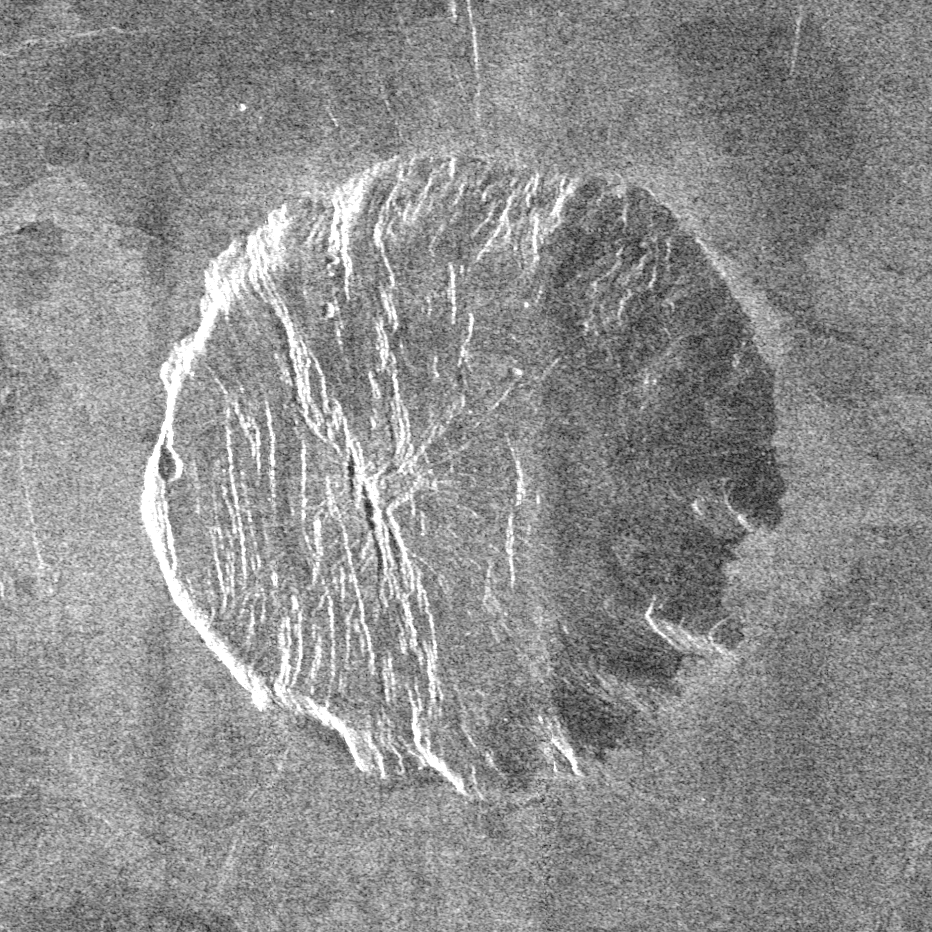
Вулкан Nertus Tholus
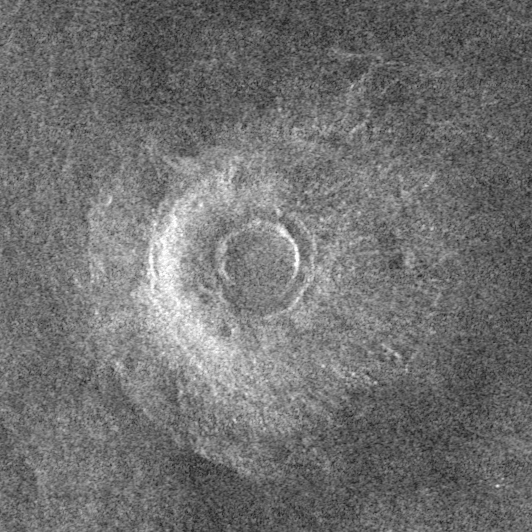
Вулкан Justitia Tholus
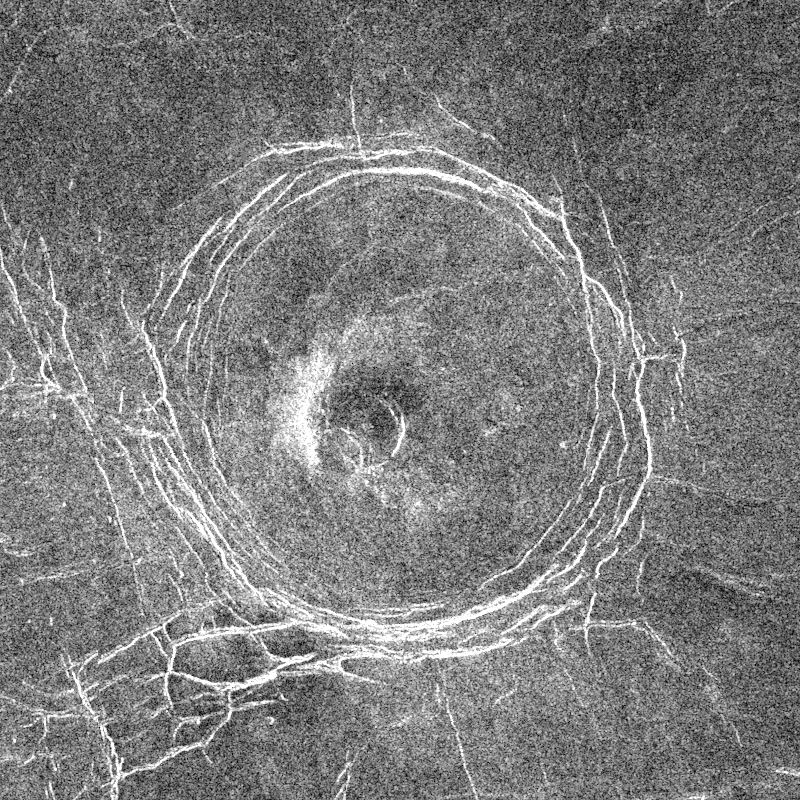
Вулкан Toci Tholus
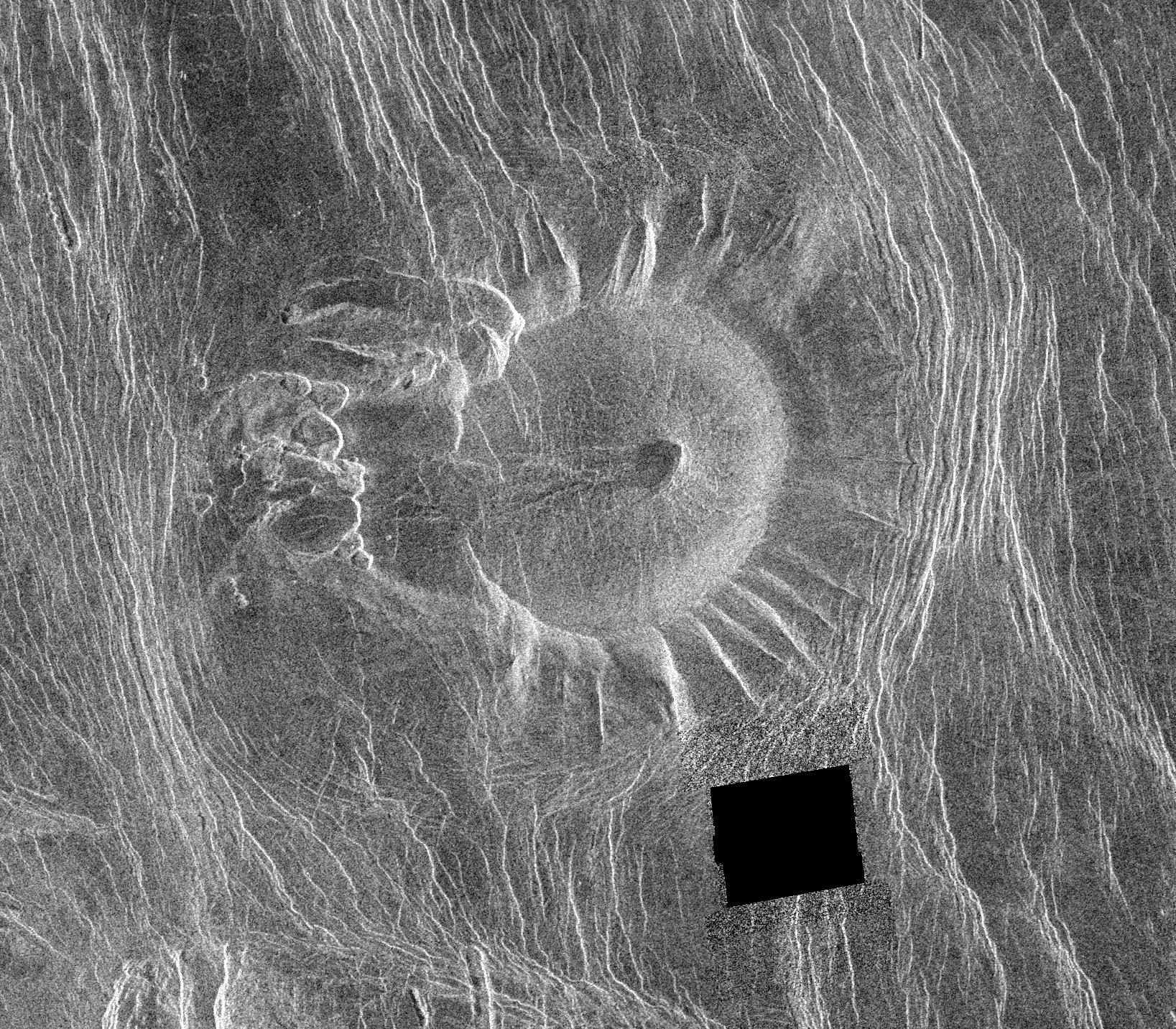
Безіменний вулкан
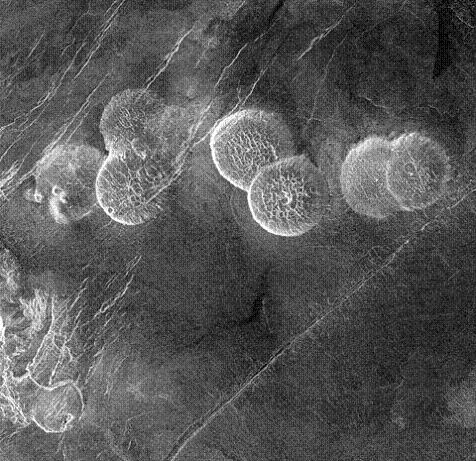
Група вулканів Seoritsu Farra
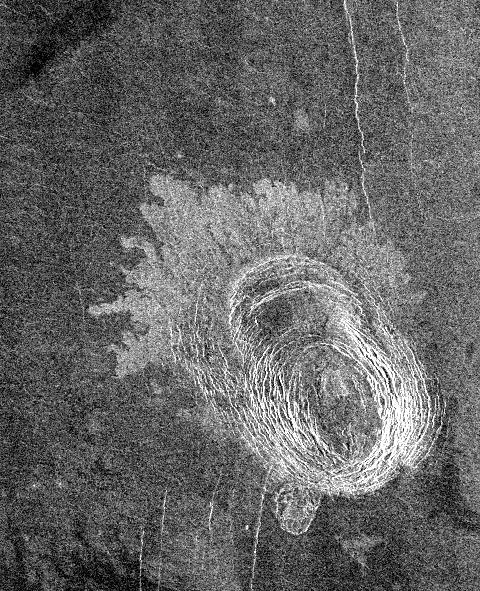
Вулкан Sachs Patera
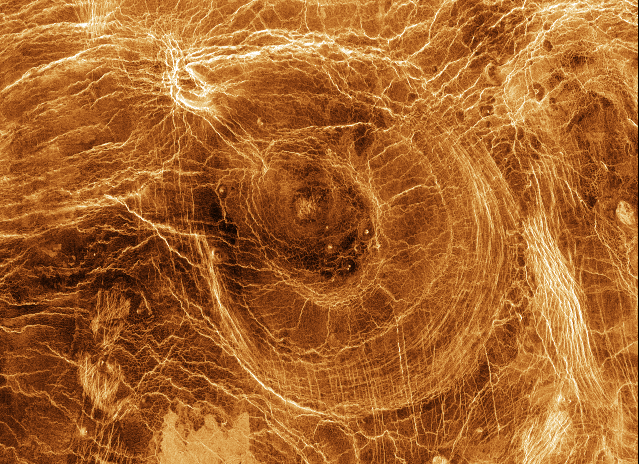
Арахноїд Trotula Corona
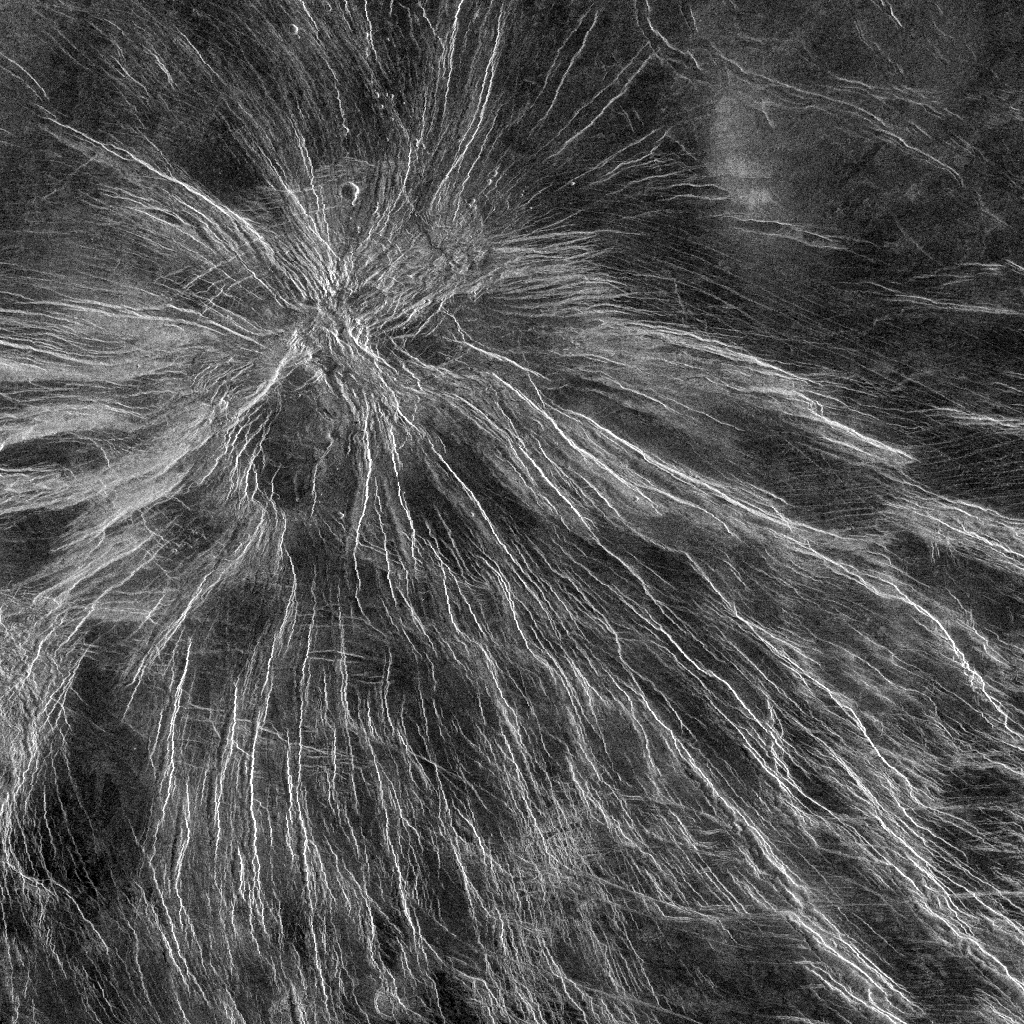
Нова Ts'an Nu Mons
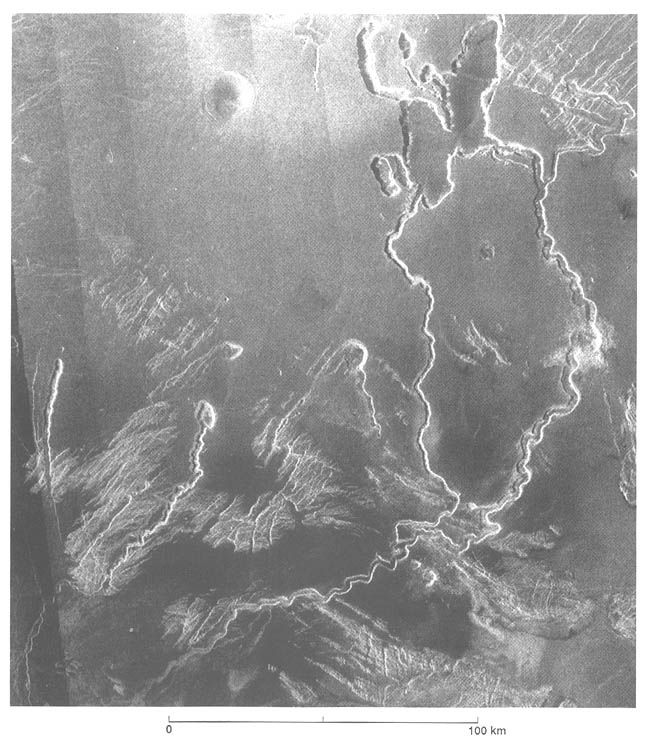
Долини Ло Шен — русла лавових річок
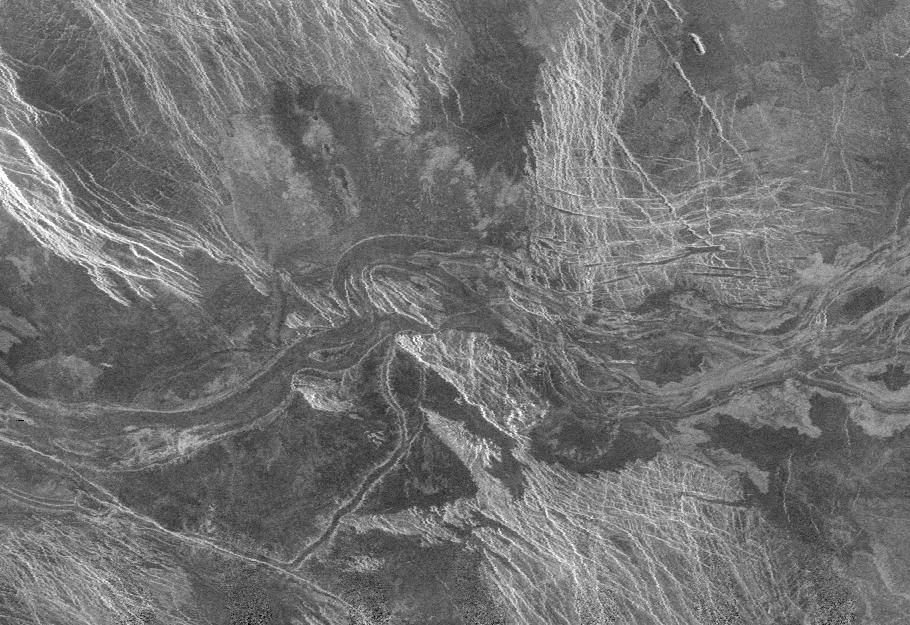
Лавовий канал завдовжки 1200 км та шириною 20 км в області Lada Terra
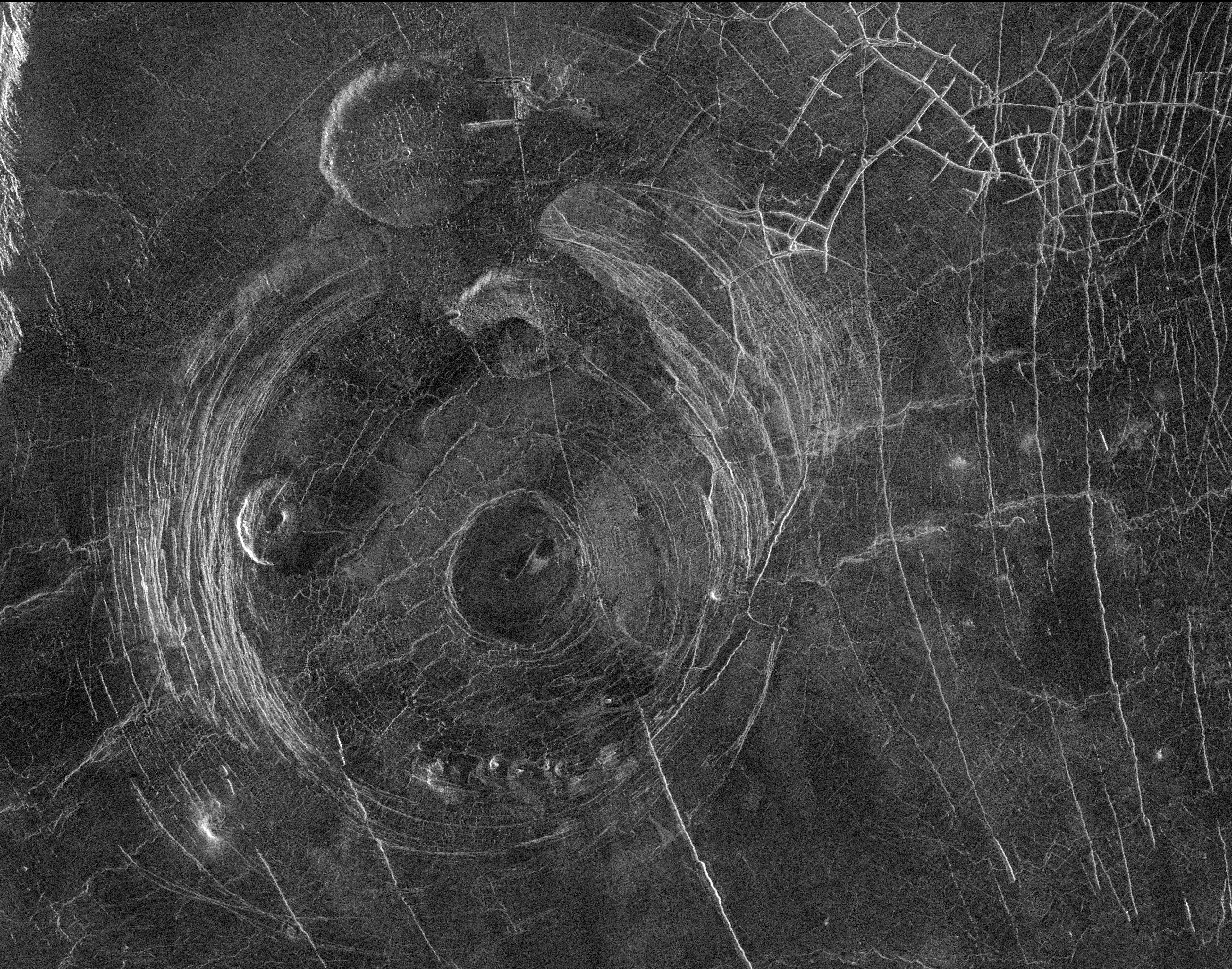
Вінець в області Афродіти

## Земля
До 1979 року активні вулканічні процеси були відомі лише на планеті Земля. На Землі є вулкани різних типів, утворення яких залежить від різних факторів — товщина кори, ширина жерла, кількість магми, інтенсивність виверження. Залежно від складу й в'язкості продуктів виверження розрізняють конусоподібні, куполоподібні, щитові й масивні вулкани.

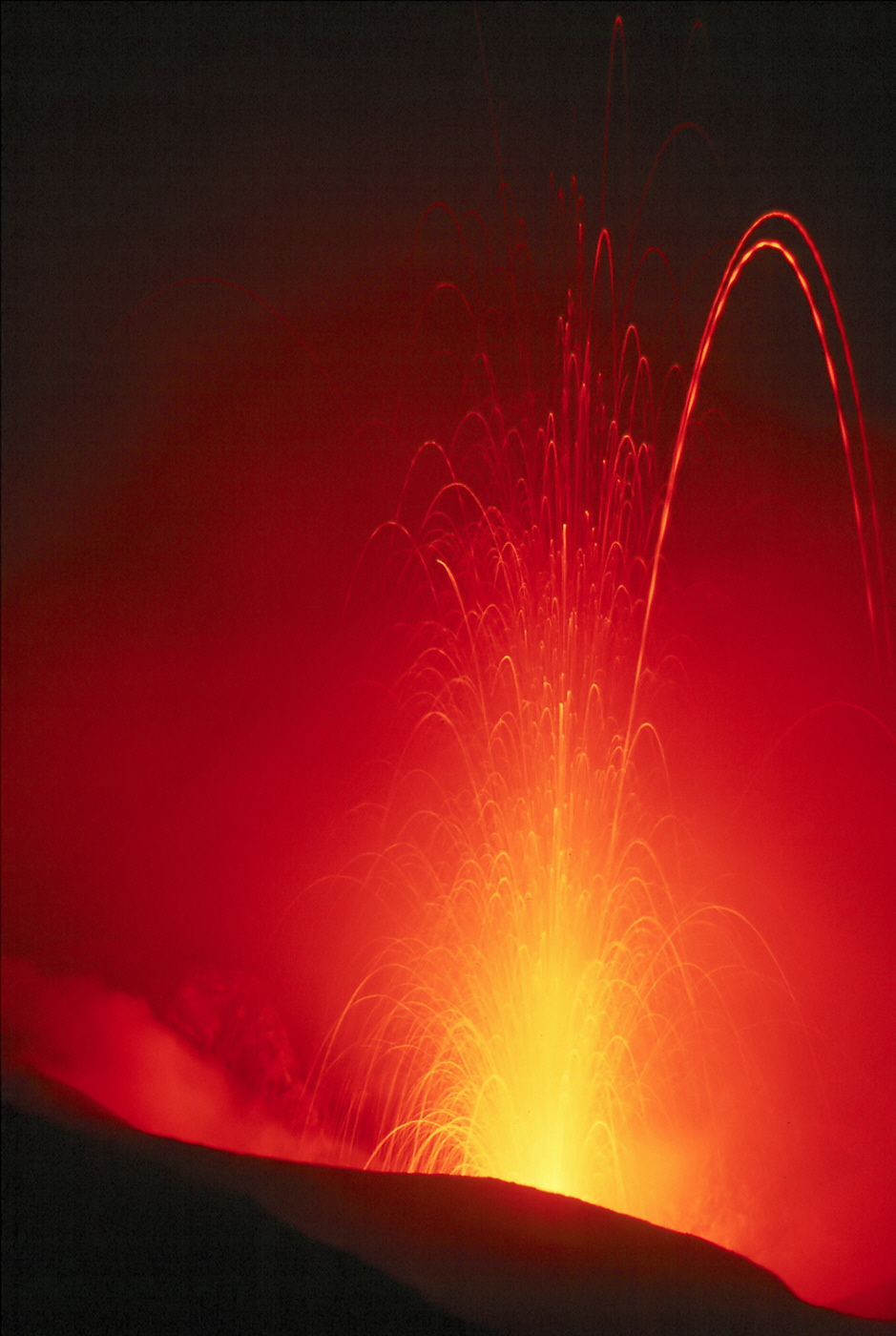
Виверження вулкана Стромболі в Італії.

Тихоокеанське «вогняне кільце» — зона найбільшої вулканічної діяльності на Землі

Вулкани характеризуються за типами вивержень. Головними типами є:
- Вулканічний (назва походить від вулкана Вулкано). Відрізняється в'язкою магмою, яка часто закупорює жерло, не даючи виходу газам, і вони накопичуються під таким високим тиском, що час від часу відбуваються потужні вибухи. Виверження цього типу нетривалі — від декількох хвилин до кількох годин, але поновлюються кожні кілька днів чи тижнів протягом декількох місяців. Висота, на яку викидається вулканічні продукти досягає 20 м.
- Плініанський (назва походить від імені римського вченого Плінія Старшого, який помер при виверженні Везувію в 79 р. н. е.) Цей тип вважається найбільш вибухонебезпечим, до нього належить знамените виверження Везувію 79 р. н. е., яке поховало під шаром попелу міста Помпеї та Геркуланум. Надзвичайно в'язка магма часто закупорює вихід газам, що призводить до пізнішого вибуху і утворенню кальдер, в найкращому випадку, та до знищення цілого вулкана, в найгіршому (як це сталося з вулканом Кракатау 188З року). Вулканічні продукти викидаються на висоту до 50 км і вкривають велику площу; об'єм викидів — від 0,1 до 50 км³.
- Стромболійський (від вулкана Стромболі), характеризується безперервною еруптивною (вибуховою) діяльністю протягом кількох місяців і навіть років, висота еруптивного стовпа (вивержених матеріалів) до 10 км. Магма рідка, газів і вулканічних бомб багато, попелу мало.
- Пелейський (від вулкана Монтань-Пеле). Характеризується дуже в'язкою магмою, яка твердіє до виходу з жерла, утворенням лавових куполів і викидом «вогненних хмар» (суміші розпечених газів і попелу).
- Гавайський тип вважають найспокійнішим. Дуже рідка лава спокійно витікає, твердих продуктів і попелу мало, а схили конуса мають нахил до 10°.
- Тріщинні виверження виявляють у вилитті лави з системи тріщин з пізнішим утворенням вулкана.

Основними районами вулканічної активності є Південна Америка, Центральна Америка, Ява, Меланезія, Японські острови, Курильські острови, Камчатка, північно-західна частина США, Аляска, Гавайські острови, Алеутські острови, Ісландія, Атлантичний океан.

### Історія вулканічної діяльності на Землі
Найбільш ранні процеси вулканізму синхронні з часом становлення Землі як планети. Цілком ймовірно, що вже на стадії акреції (концентрації планетної речовини за рахунок газово-пилових туманностей і зіткнення твердих космічних уламків — планетозималей) відбувався її розігрів. Виділення енергії за рахунок акреції і гравітаційного стиснення виявилося достатнім для її початкового, часткового або повного плавлення, з наступною диференціацією Землі на оболонки. Дещо пізніше до цих джерел розігріву приєдналося виділення тепла радіоактивними елементами. Концентрація залізно-кам'яної маси Землі, як і на інших планетах Сонячної системи, супроводжувалася відокремленням газової, переважно водневої оболонки, яку вона надалі втратила в період максимальної активності Сонця, на відміну від великих, віддалених від Сонця планет групи Юпітера. Про це говорить збіднення сучасної земної атмосфери рідкісними інертними газами — неоном і ксеноном у порівнянні з космічною речовиною.
Диференціація залізно-кам'яної маси Землі, що є близькою за складом до метеоритів-хондритів, призвела до високої концентрації істотно водневих флюїдів (летючих компонентів у надкритичному стані) у ранньому металевому (залізо-нікелевому) ядрі планети. Таким чином, Земля придбала великий флюїдний запас у своїх надрах, який визначив її подальшу, унікальну за своєю тривалістю, в порівнянні з іншими планетами, ендогенну активність. У міру консолідації Землі в напрямку від її зовнішніх оболонок до центру зростав внутрішній тиск і наставала періодична дегазація, що супроводжувалась утворенням магматичних розплавів, які надходили на поверхню при розтріскуванні застиглої земної кори. Таким чином, ранній вулканізм, який характеризувався вибуховим характером, був пов'язаний з початком охолодження Землі і супроводжувався утворенням атмосфери. Згідно з іншими уявленнями, первинна атмосфера, що утворилася на стадії акреції, надалі збереглася, поступово еволюціонуючи у своєму складі. Так чи інакше, приблизно 3,8—3,9 млрд років тому, коли температура на поверхні Землі і в прилеглих частинах атмосфери опустилася нижче точки кипіння води, утворилася гідросфера. Наявність атмосфери й гідросфери зробила можливим надалі розвиток життя на Землі. Спочатку атмосфера була бідна киснем, поки не з'явилися найпростіші форми життя, що сталося близько 3 млрд років тому.

## Місяць

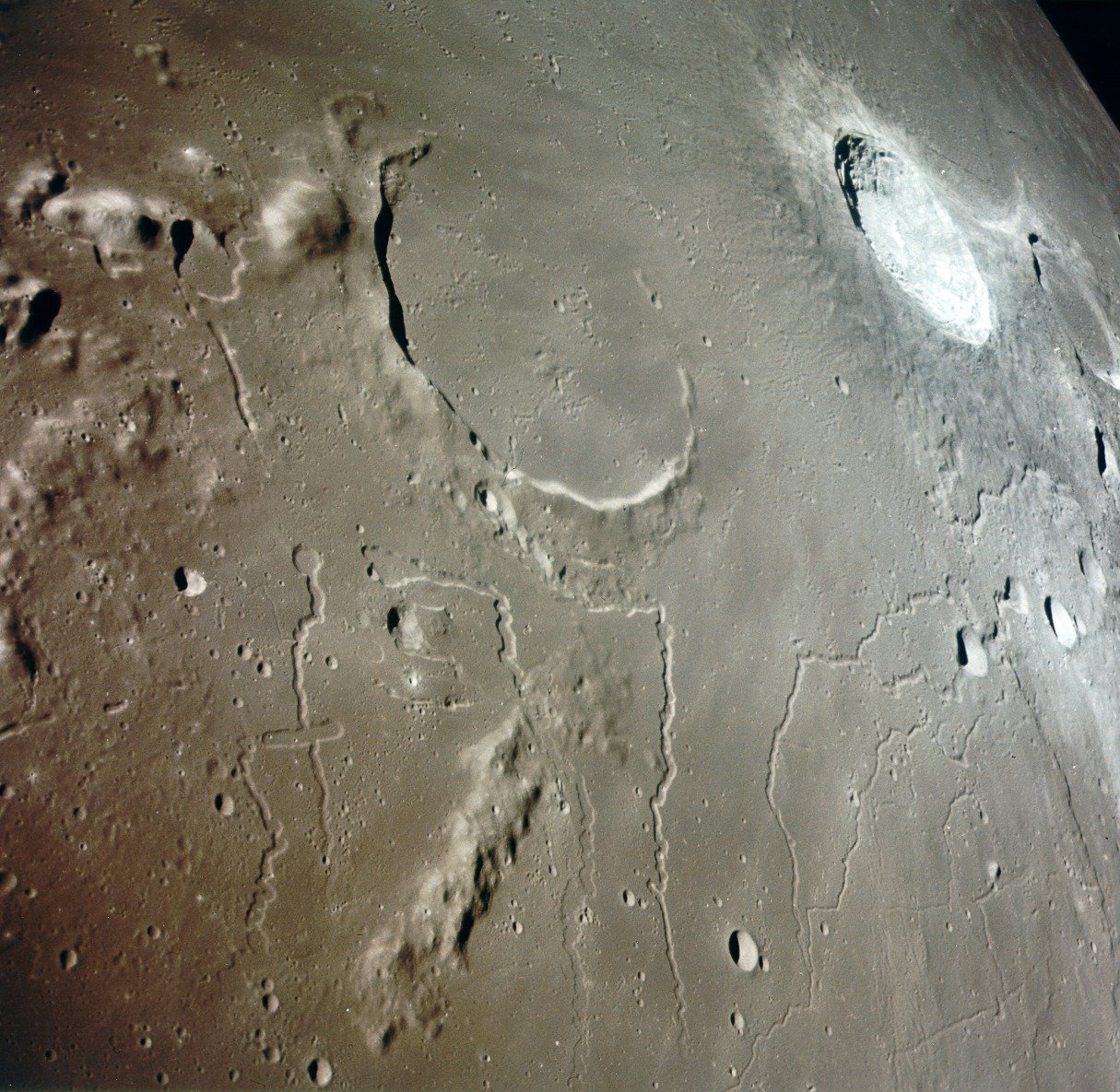
Русла лавових потоків поблизу кратера Принц

Місяць — єдиний супутник нашої планети. Вивчення Місяця ведеться людством з глибокої давнини. За даними багатовікових досліджень (які набули особливого розмаху в другій половині минулого століття після польотів автоматичних міжпланетних станцій і висадки людини), його рельєф являє собою наступну картину.
Близько 40 % видимого боку супутника вкривають так звані «місячні моря» — темні рівнини, пересічені тріщинами й невисокими звивистими валами та бідні на великі кратери. Це ділянки, що колись були залиті базальтовою лавою. Утворювалися вони переважно в низовинах, насамперед у велетенських метеоритних кратерах (басейнах). Якщо басейн моря добре зберігся, воно має круглу форму й оточене концентричними хребтами чи уступами (наприклад, Море Нектару). В місячних морях чимало звивистих борозен, що їх інтерпретують як русла колишніх лавових річок. Є на Місяці й інші сліди вулканізму. Це невисокі щитові вулкани — куполи та конуси, що можуть складатися як із темних (морських), так і зі світлих (материкових) порід і здебільшого розташовані в морях, а також дрібні (до кількох кілометрів) вулканічні кратери, оточені ореолами пірокластичних викидів — здебільшого темно-сірими або червонуватими — і розташовані переважно на тріщинах, що перетинають дно великих метеоритних кратерів або поверхню морів. Крім того, в морях трапляються дуже молоді (не більше кількох десятків мільйонів років) об'єкти загадкової природи, що іноді теж інтерпретуються як вулканічні: «меніскові западини», або «неправильні морські ділянки» (англ. meniscus hollows, irregular mare patches). Вони схожі на згадані вище западини Меркурія; найбільша з них отримала назву Іна.

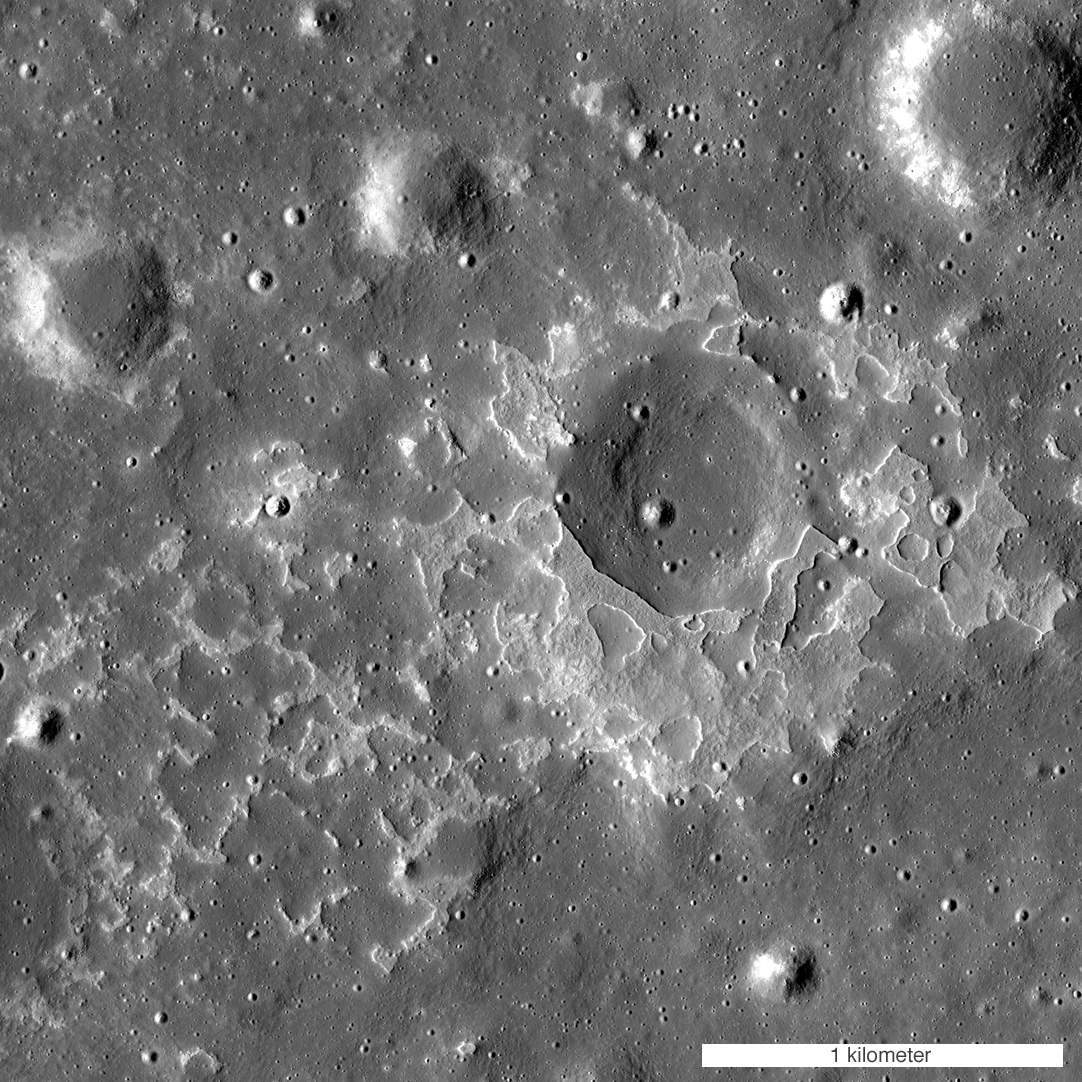
«Меніскові западини», або «неправильні морські ділянки» — молоді місячні об'єкти невідомого (за однією з версій — вулканічного) походження

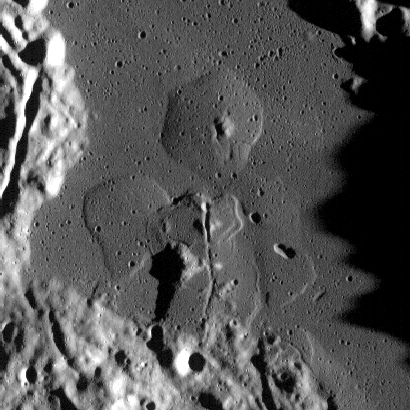
Група щитових вулканів в Озері Весни

Більшість вулканічних явищ на Місяці, схоже, відбулися 3—4 мільярди років тому. Типові зразки мають вік приблизно 3,5 млрд років. Навіть наймолодші потоки мають вік близько 1 млрд років. У цих «молодих» порід не були безпосередньо взяті проби, тому їх вік дуже приблизний. Для порівняння, вік найстаріших датованих порід на Землі становить близько 3,9 млрд років. Найстаріший базальт морського дна на Землі віком усього близько 0,2 мільярда років. Оскільки на Місяці майже нема ознак недавньої активності надр, його іноді називають «мертвою» планетою.
Примітно, що місячні моря розташовані переважно на одному боці Місяця. Вони вкривають майже третину видимого боку, але менш ніж 2 % зворотного. Крім того, на зворотному боці переважно вища поверхня і товща кора. По всій видимості, розподіл вулканічних об'єктів на Місяці обумовлений саме різницею товщини кори (на відміну від Землі, де їх розташування залежить насамперед від тектонічних процесів).
Сила тяжіння на Місяці становить лише 1/6 земної. Це означає, що рушійні сили лавового потоку слабші, ніж на Землі. Таким чином, дуже плоскі й гладенькі поверхні морів означають, що місячна лава була дуже рідкою. Вона може, як потік дуже легко розлитися по великій території. Крім того, низька гравітація означає, що вибухове виверження може викинути породи далі, ніж на Землі. Дійсно, такі виверження на Місяці повинні поширювати лаву в широкому плоскому пласті, а не конусоподібно, як на Землі. Це одна з причин, чому на Місяці немає великих вулканів.
Вулканічна діяльність на Місяці повністю закінчилася понад 1 млрд років тому. Зараз там фіксуються лише поодинокі викиди розігрітих газів.

## Марс

Мапа плато Фарсида

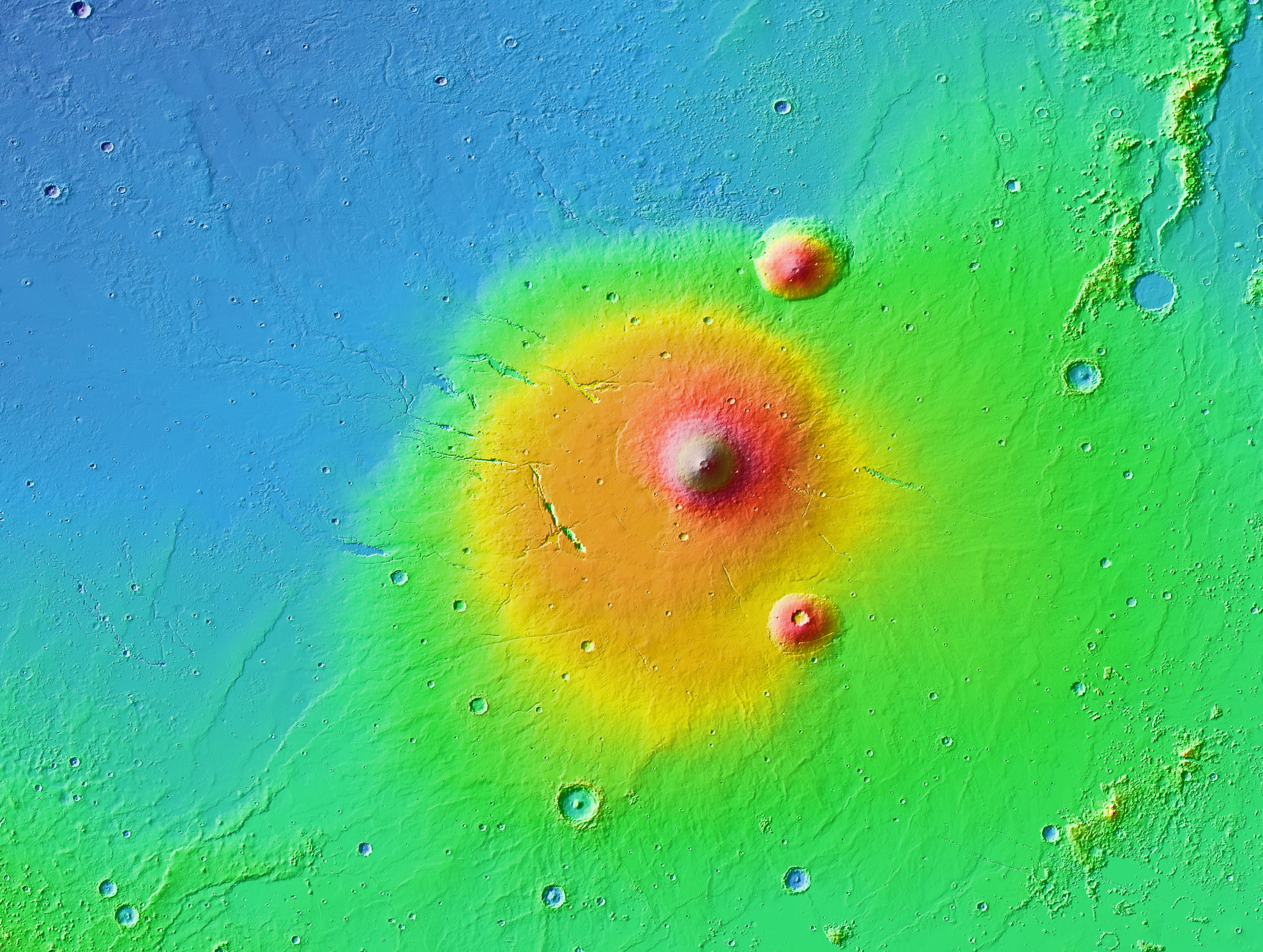
Кольоризована топографічна мапа провінції Elysium та її околиць, виконана інструментом MOLA, що на космічному апараті Mars Global Surveyor. У центрі зображення — щитовий вулкан Гора Елізій, а також менші вулкани — Купол Гекати та Купол Альбор справа вгорі та знизу, відповідно.

Ступінь вивченості вулканічної діяльності на Марсі незрівнянно мала в порівнянні з Землею. Але завдяки багаторічним дослідженням Червоної планети, що проводяться за допомогою автоматичних міжпланетних станцій (АМС), і аналізу здобутих даних можна судити про певні особливості марсіанського вулканізму.

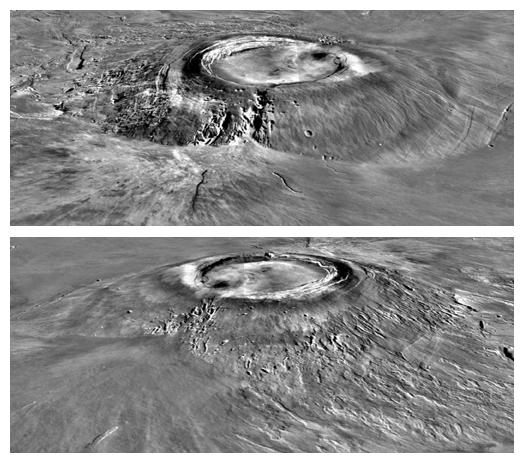
Гора Арсія

Основний вулканізм на Марсі представлений залитими базальтами рівнинами, подібними до «місячних морів», сформованими близько 2—3,5 млрд років тому. Окремі велетенські вулкани, що розташовані в екваторіальній зоні Марса, сформувалися пізніше, приблизно 1—2 млрд років тому. Поступово цей процес припинився, і в даний час на Марсі не спостерігається будь-якої активної вулканічної й тектонічної діяльності. Швидше за все, це зумовлено поступовим охолодженням надр і поверхні в цілому. Єдине, що сподіваються виявити вчені, це ознаки гідротермальної активності.

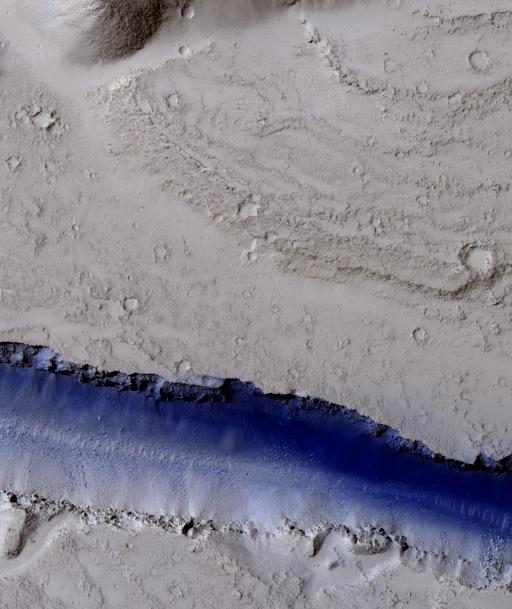
Частина борозен на плато Елізій. Синій колір, можливо — сезонний лід.

Основним способом вивчення вулканізму є аналіз характерних форм і типів рельєфу поверхні. Зазвичай це великі тріщини, розломи, ущелини з розгалуженим каньйонами величезної протяжності (деякі з них мають сотні кілометрів в довжину, десятки в ширину), великі куполоподібні підняття. Найбільша система розломів, долини Марінера, тягнеться поблизу екватора на відстань 4000 км при ширині 120 км і видимій глибині в 4—5 км. Для Марса характерні великі вулканічні утвори типу щитових вулканів, вулканічних куполів і провальних кальдер, що помітно відрізняє його від інших планет. У той же час (як і на Землі й Місяці) на Марсі не менш широко розвинений майданчиковий вулканізм.
Найбільші вулканічні райони Марса — Фарсида і Елізій. Саме тут розташовані найбільші вулкани на планеті: гора Олімп (найбільший вулкан у Сонячній системі), гора Павича, гора Арсія і гора Аскрійська. Вони досягають близько 500—600 км в основі і більше двох десятків кілометрів у висоту (наприклад, висота Олімпу — 29 км). Центр цієї провінції розташований, поблизу гори Elysium Mons, за координатами 25°00′ пн. ш. 147°12′ сх. д. / 25.0° пн. ш. 147.2° сх. д.. Рівнина Елізій — це велика рівнина, розташована південніше від вулканічної провінції, із центром у точці 3,0° пн. ш., та 154,7° сх. д..
Олімп — згаслий вулкан. Він простягається на 540 км в ширину і має круті схили по краях висотою до 7 км. Довжина вулканічної кальдери Олімпу — 85 км, ширина — 60 км. Глибина кальдери досягає 3 км. Для порівняння — у найбільшого на Землі вулкана Мауна-Лоа на Гавайських островах діаметр кратера становить 6,5 км. Через величезну висоту атмосферний тиск на вершині Олімпу становить лише 2 % від тиску, характерного для середнього рівня марсіанської поверхні (для порівняння — тиск на вершині Евересту становить 25 % від показника на рівні моря). Завдяки тому, що сила тяжіння на Червоній планеті майже втричі слабша, ніж на Землі, подібні велетенські геологічні утвори набагато менше схильні до руйнування і вулкан може існувати дуже довго. Олімп займає настільки велику площу, що його неможливо побачити повністю з поверхні планети (дистанція, необхідна для огляду вулкана, настільки велика, що він буде прихований через кривизну поверхні). Тому повний профіль Олімпу можна побачити тільки з орбіти. Навіть якщо встати на найвищій точці вулкана, то його схил піде за горизонт. Аналіз знімків апарата «Марс-Експрес» показав, що найсвіжіша лава на схилах Олімпу має вік ймовірно лише 2 млн років, тобто зовсім недавно за геологічними мірками, хоча деякі вчені називають іншу дату — близько 3—5 мільярдів років тому. Загалом встановити точний вік свіжих базальтових відкладень можна буде лише при вивченні зразків породи.
Іншим настільки ж масштабним об'єктом є гора Арсія — другий за величиною вулкан на Марсі. Як і Олімп, він також є згаслим. Арсія, гора Павича і Аскрійська гора розташовані на велетенському вулканічному плато Фарсида (Tharsis).

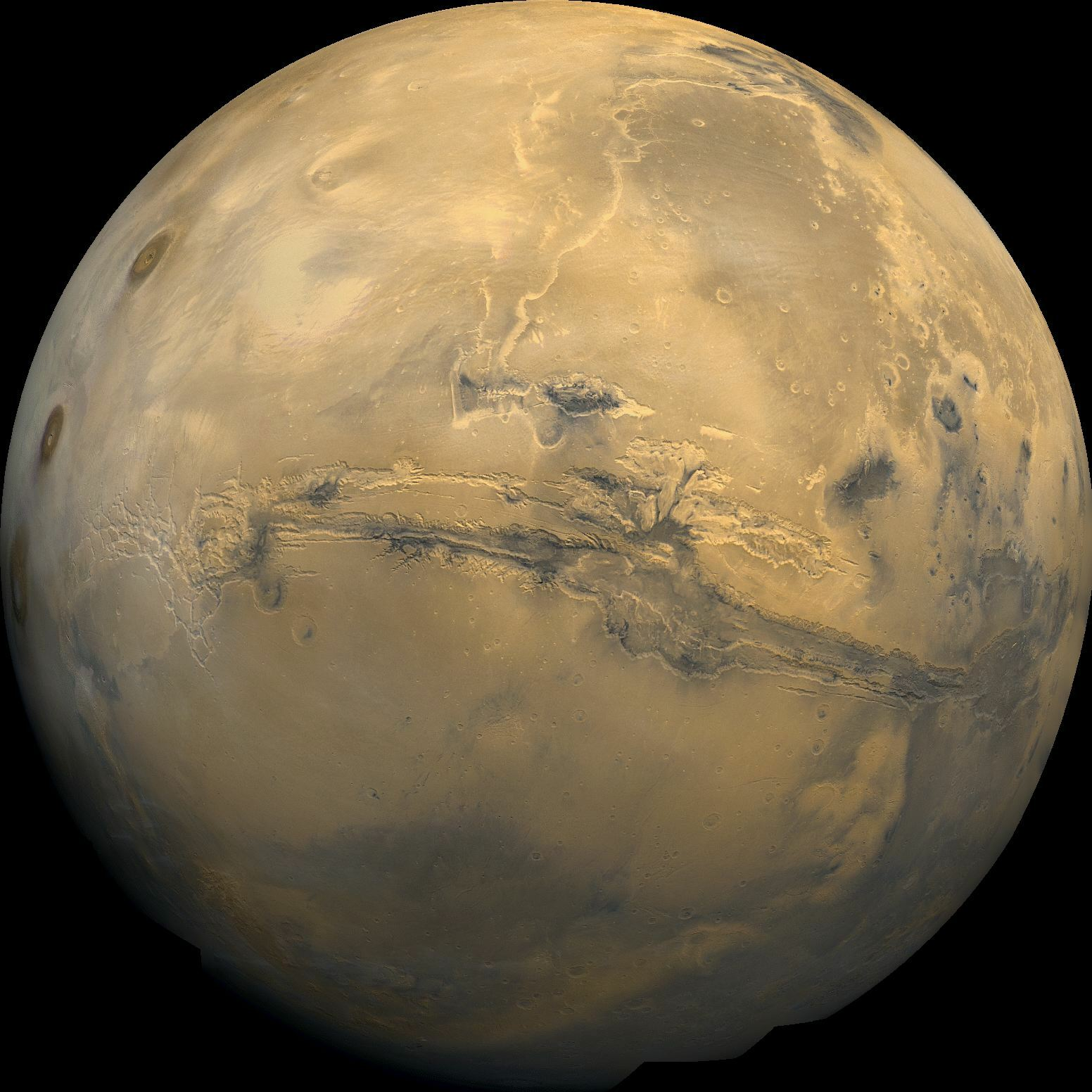
Долини Марінера на екваторі Марса
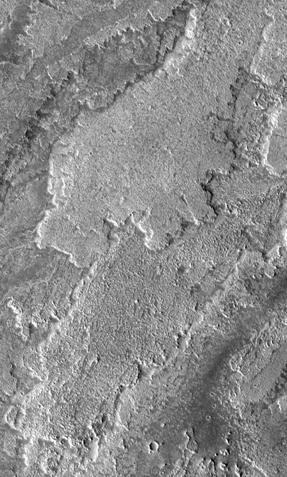
Застиглі потоки лави з гори Арсія
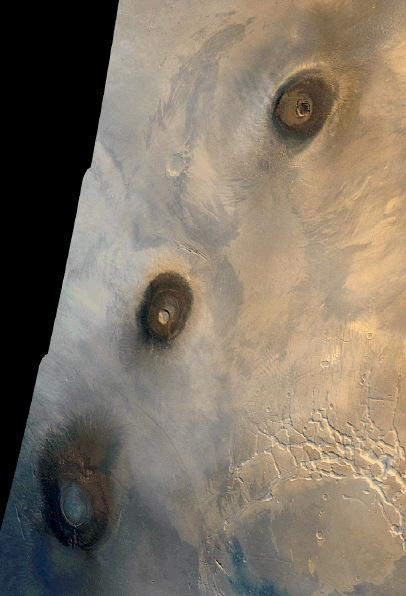
Плато Фарсида
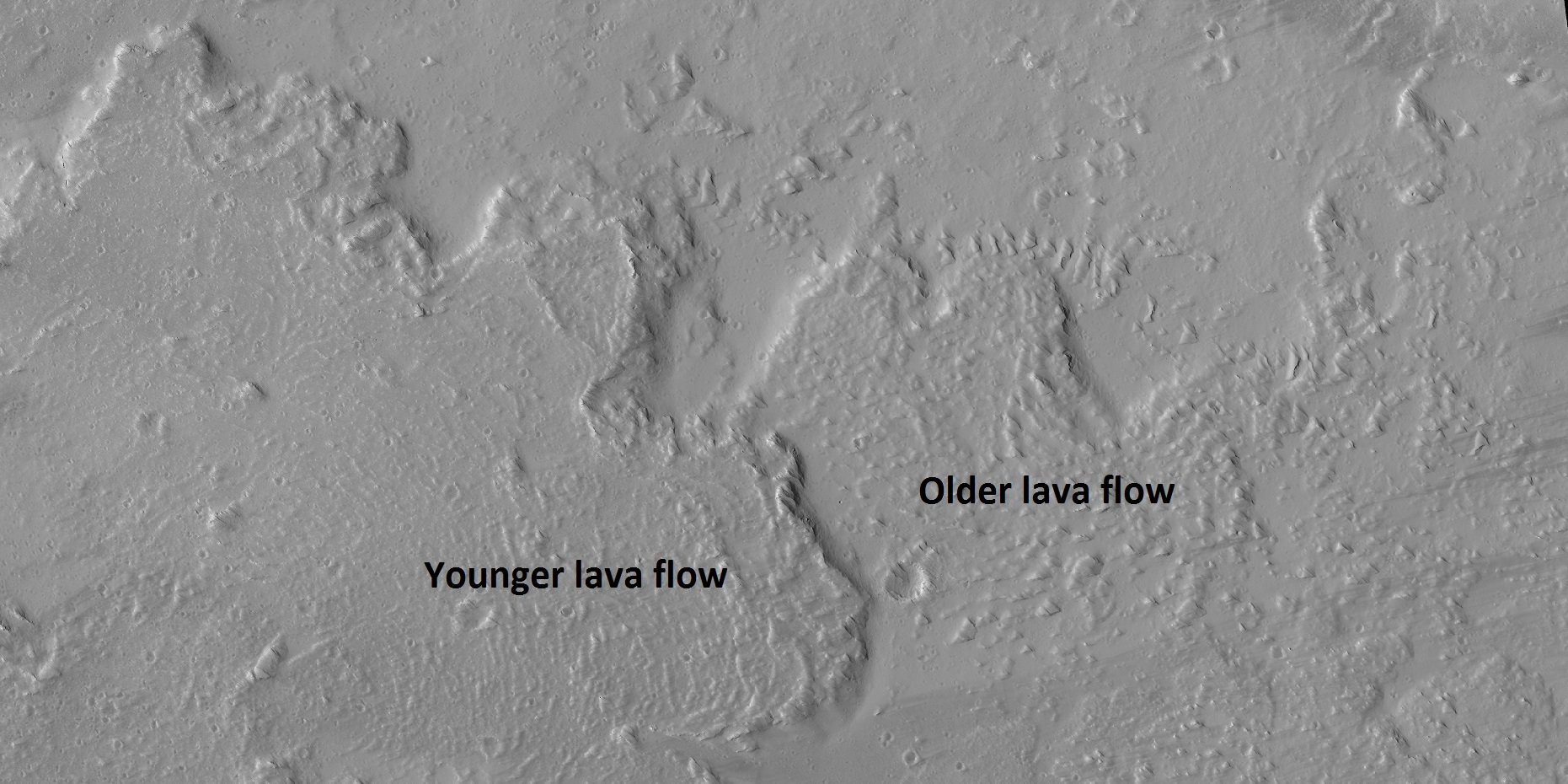
Потоки лави на горі Олімп

## Іо

Виверження на Іо

Перші активні вулкани поза Землею були виявлені на Іо, одному з чотирьох так званих галілеєвих супутників Юпітера. Ця честь в 1979 році випала Лінді Морабіто, інженеру каліфорнійської Лабораторії реактивного руху (JPL) НАСА. Виконуючи рутинну роботу по вивченню знімків Іо, щойно отриманих з автоматичної станції «Вояджер-1», вона несподівано знайшла два діючі вулкани в космосі. На одному зі знімків Лінда побачила сіру грибоподібну пляму з розпливчастими межами, що порушували лінію горизонту, та відображалися на інших фотографіях чіткою світлою смугою на тлі темного неба. Уважно придивившись, вона побачила на тому ж знімку ще одну сіру пляму, цього разу вже на межі освітленої й затіненої частин супутника — ніби величезна гора «випирала» з денною боку на нічний. Ці утворення можна було б прийняти за хмари, але таке припущення не підходило — адже атмосфери там немає. Розгадку знайшли, коли після перегляду великої кількості знімків виявили ще кілька подібних нечітких плям. Після нанесення на карту таких плям виявилося дев'ять, і розташовані вони були як раз над яскравими помаранчевими колами на поверхні супутника. Стало зрозуміло, що ці «гриби-парасольки» висотою до 300 км є газовими фонтанами, що б'ють з надр супутника Юпітера, речовина яких, осідаючи на поверхню, утворює яскраві помаранчеві плями навколо вулканічних жерл. Перші два вулкани назвали Пеле і Локі на честь гавайської богині вулканів і скандинавського бога вогню.

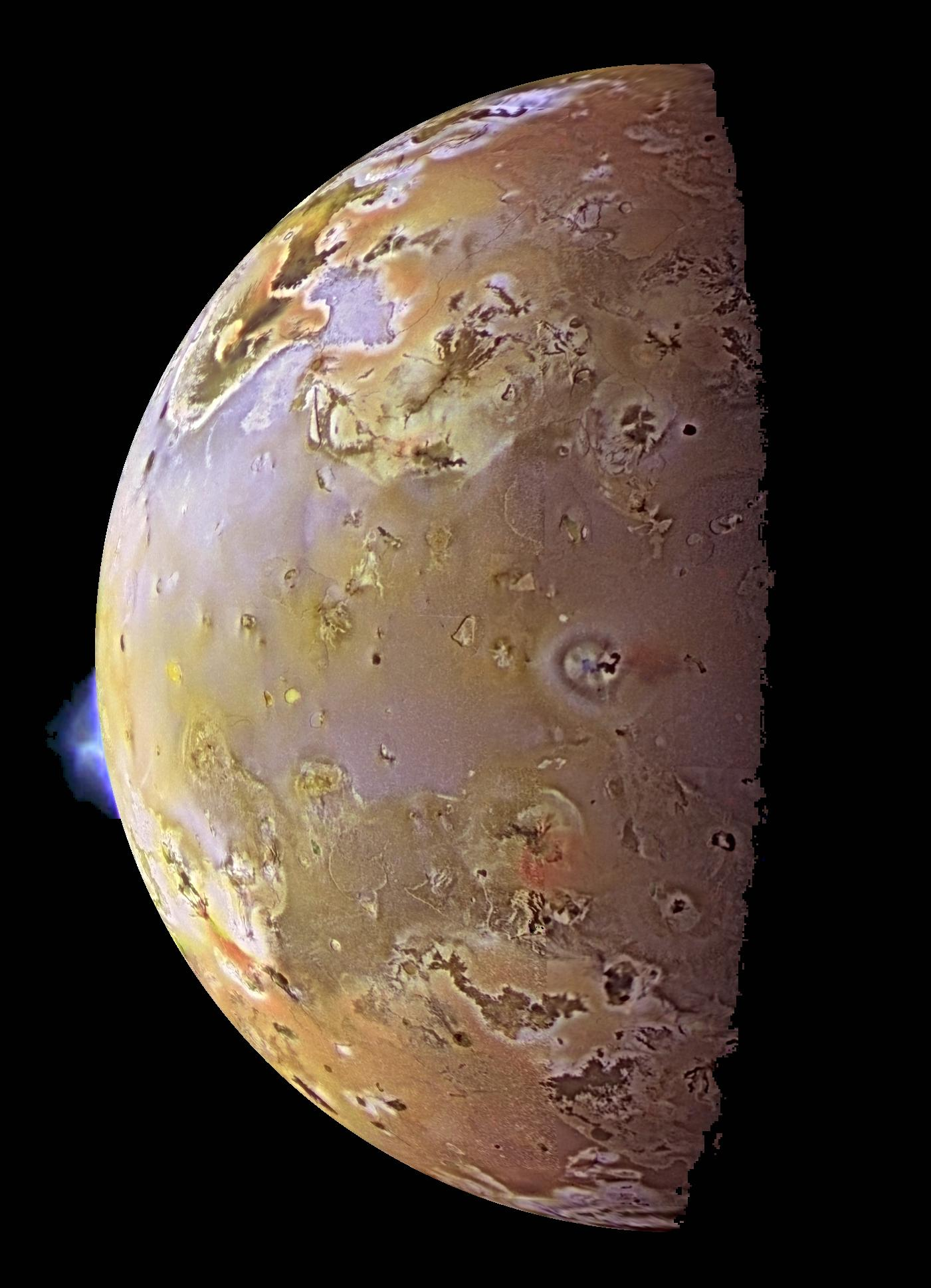
Виверження вулкана на Іо

Докладніше дослідження вулканів на Іо було виконано за допомогою американської автоматичної станції Галілео, яка була штучним супутником Юпітера з 1995 по 2003 рік. Ця станція навіть пролетіла одного разу всередині газового фонтану заввишки 500 км — викиду вулкана Тор, названого в честь скандинавського бога-громовержця. Вулкан дрімав до 2001 року, коли несподівано прокинувся, і станції Galileo вдалося провести хімічний аналіз речовини, що викидалася. Виявилося, що це — іній сірчистого газу (діоксиду сірки), що складається з крупинок, всього по 15—20 молекул SO2 в кожному. Загалом на цьому небесному тілі виявлено кілька сотень активних вулканів, серед яких є великі, інтенсивно фонтануючі і зовсім невеликі з розпеченою лавою на дні кратерів.

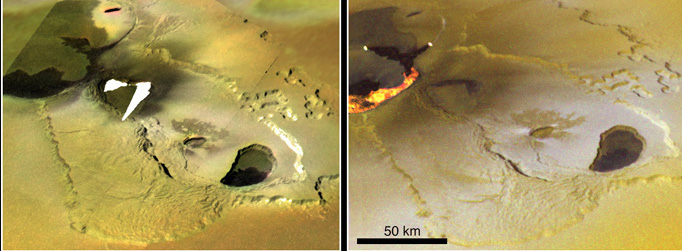
Активні потоки лави у вулканічній області патери Тваштара. Зображення, отримані Галілео в листопаді 1999 року і лютому 2000 року.

Найбільша кількість діючих вулканів на Іо виявила геолог Розалі Лопес, уродженка Бразилії, яка працює в тій же Лабораторії реактивного руху NASA, де були відкриті найперші вулкани на цьому супутнику. Вона виявила 71 вулкан і за це досягнення внесена в 2006 році в «Книгу рекордів Гіннесса» як людина, що відкрила найбільшу кількість діючих вулканів — стільки не відкривав ніхто навіть на Землі. Вся поверхня планетоїда покрита різнокольоровими лавовими потоками, багато з яких пофарбовані в жовто-помаранчеві тони завдяки домішкам сірки. Це небесне тіло розташоване в п'ять разів далі від Сонця, ніж Земля, тому на його поверхні досить холодно. У теплішій екваторіальній області температура не піднімається вище −50 °С. На тлі такої холодної поверхні є безліч теплих і навіть гарячих ділянок з температурою від 0 до +30 °С, нагрітих в результаті вулканічної діяльності. У деяких кратерах спостерігаються лавові озера з температурою +1100 °С, що вказує на силікатну лаву, тобто не з сіркою, а з розплавленим кам'яним матеріалом, подібним до лав на Землі. Серед вулканів Іо вельми примітний Прометей, виверження якого триває 20 років. У грецькому міфі Прометей викрав у богів вогонь, щоб дати його людям, а його тезка на Іо невпинно роздає вулканічний жар. Найбільший в Сонячній системі активний потік лави знаходиться якраз на цьому супутнику Юпітера. Він простягнувся на 500 км від вулкана Амірані, який носить ім'я грузинського міфологічного героя, навчив людей добувати вогонь.
При виверженнях на Іо з надр викидається набагато більше енергії, ніж при типовій вулканічної діяльності на Землі. Більш того, вулкан Локі, наприклад, могутніший, ніж всі земні вулкани, разом узяті. Чому ж на порівняно невеликій супутнику (його діаметр — 3630 км, це трохи більше, ніж у Місяця) підтримується така бурхлива вулканічна активність? Розгадка криється не в Іо, а в її сусідові — Юпітері, найбільшій планеті Сонячної системи — та еліптичності орбіти супутника. Цей велетень, маса якого в 318 разів більша, ніж у Землі, постійно стискає супутник в обіймах свого гравітаційного поля, створюючи настільки сильні припливи, що поверхня Іо прогинається з амплітудою 500 м. Подібний процес, але з меншою інтенсивністю відбувається і на землі. Це — припливи і відпливи в океанах під впливом місячної і сонячної гравітації. У надрах же Іо за рахунок такої сильної припливної деформації виділяється величезна енергія, що розплавляє її речовину. Вважається, що шар розплавленої речовини починається вже на глибині 20 км від поверхні. Якби орбіта супутника була точно круговою, то припливні сили давно б «повернули» його строго однією стороною до Юпітера, і нагрів надр припинився б. При русі по еліпсу таке абсолютно синхронне обертання неможливе, і Іо, рухаючись по орбіті, змушена трохи повертатися до гіганта то одним, то іншим боком. Зміна відстані до Юпітера також призводить до періодичної деформації супутника.

## Енцелад

Одна з можливих схем утворення кріовулканізму Енцелада

Енцелад став четвертим небесним тілом після Землі, Іо та Тритона, на якому знайшли діючі вулкани. Сталося це у лютому 2005 року, хоча припущення висловлювалися ще за чверть століття до відкриття, коли 1981 року Енцелад був вперше детально сфотографований з борту автоматичної станції «Вояджер-2». Виявилося, що його поверхня — найсвітліша серед усіх планет і супутників Сонячної системи, вона відбиває практично все світло, що падає на неї, тобто Енцелад виглядає біліше свіжого снігу. На цій підставі припустили, що поверхня супутника час від часу вкривається свіжими відкладеннями снігу або льоду. Таке можливо лише шляхом викиду якоїсь речовини з надр, оскільки атмосфери у цього невеликого супутника немає, адже його діаметр всього лише 500 км й утримати газову оболонку навколо себе він не може.

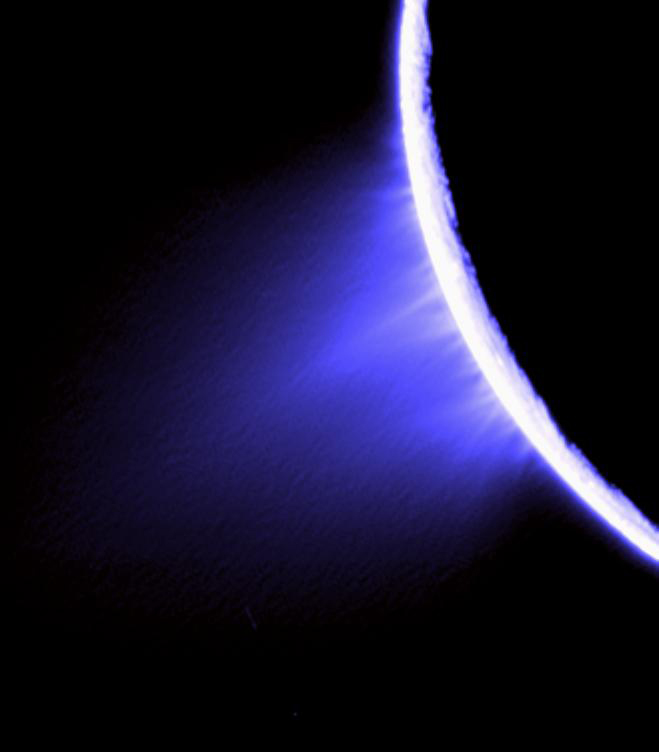
Струмені газу на Енцеладі. Фото зроблене станцією Кассіні (кольори не справжні)

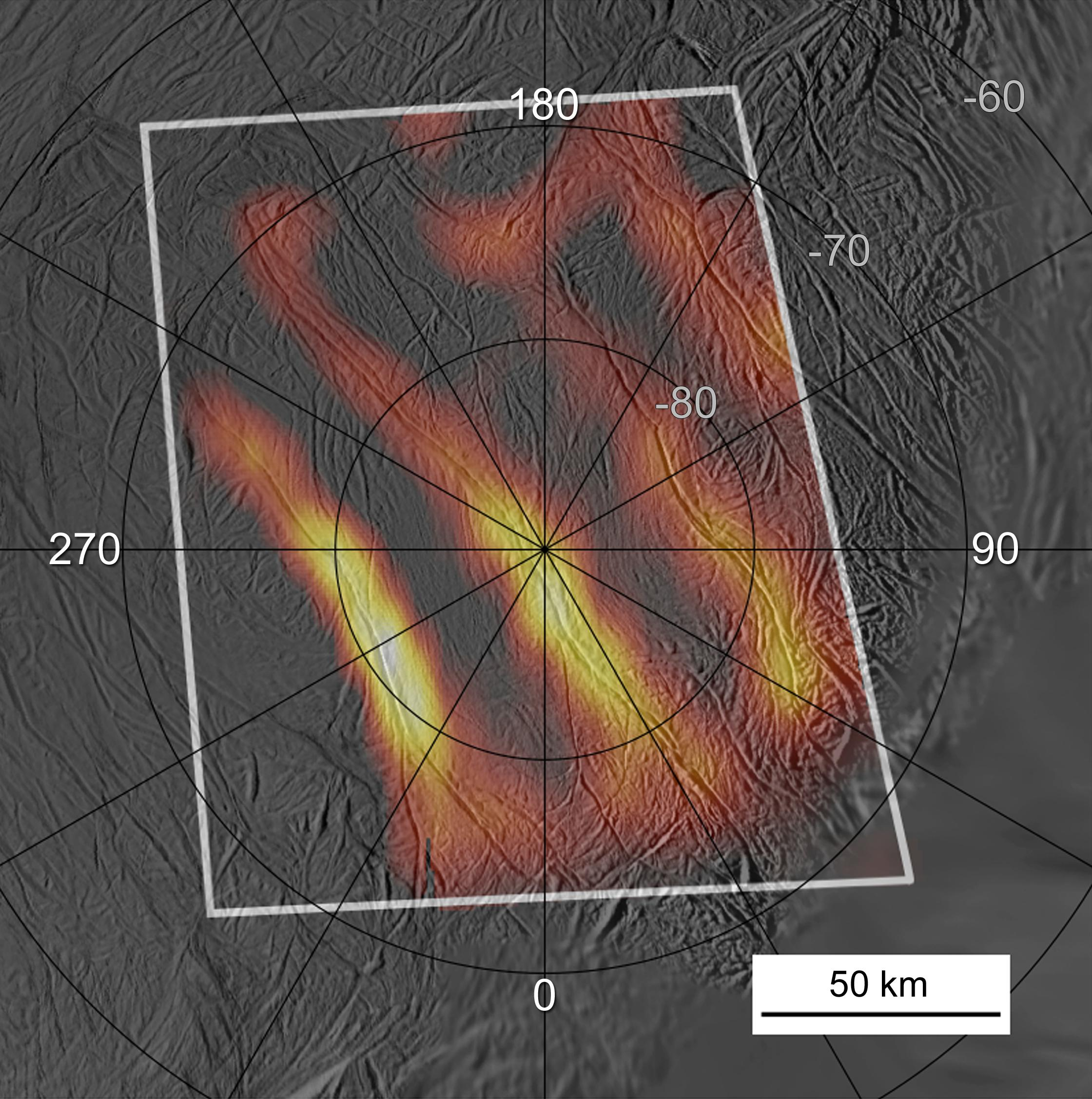
Теплова карта тріщин південного полюса, що отримали назву «тигрових смуг»

Енцелад розташований у 10 разів далі від Сонця, ніж Земля, тому там дуже холодно: середня температура його поверхні −200 °С. Попри сильний холод, на цьому супутнику б'ють водяні фонтани. Вони вириваються час від часу з надр Енцелада через розташовані поблизу південного полюса тріщини й піднімаються на висоту до 500 км. Ці кілька тріщин у крижаному панцирі, температура уздовж яких на кілька десятків градусів вища, ніж на навколишніх рівнинах, отримали назву «тигрові смуги» — настільки вони рівні й паралельні одна одній. Вперше викиди речовини на цьому небесному тілі були сфотографовані 2005 року європейсько-американською автоматичною станцією Кассіні, яка стала першим штучним супутником Сатурна. Рухаючись по дуже витягнутій орбіті навколо планети-гіганта, вона час від часу пролітає поруч з його численними супутниками, після чого передає на Землю їхні детальні фотографії. У липні 2005 року Cassini пролетіла прямо через хмару викинутої речовини. Було встановлено наявність парів води і дрібних кристалів льоду. Частинки, з яких складаються «фонтани» над південним полюсом Енцелада, мають в середньому розмір 10 мікрон. Це крихітні кристали водного інею, застиглого при викиді води з надр в холодний космічний простір, а також сліди молекулярного азоту, метану і двоокису вуглецю. Найбільші з них падають на поверхню супутника, постійно оновлюючи її, тому вона надзвичайно світла. Дрібні частинки, розміром 3 мікрони й менше, назавжди залишаються в космосі, уздовж орбіти Енцелада. Вони утворюють зовнішнє кільце Сатурна, яке позначають літерою Е. Це слабо помітне кільце, хоча воно найширше й тягнеться по орбіті діаметром 1 мільйон кілометрів. Спостереження під час обльоту 12 березня 2008 року виявили додаткові хімічні речовини в факелі, включаючи слідові кількості простих вуглеводнів, таких як метан, пропан, ацетилен і формальдегід.
Відкриття геологічної активності на Енцеладі спантеличило планетологів, оскільки супутник занадто малий, щоб зберігати розігріті надра. Джерело енергії для підтримки геологічної активності на цьому невеликому небесному тілі залишається поки загадкою. Передбачається, що сильний гравітаційний вплив Сатурна, а також сусідніх великих супутників призводить до припливного «розгойдування» й нагрівання надр Енцелада. Однак незрозуміло, чому розігріву піддається тільки область навколо південного полюса, яка в цілому на 10 °С тепліша, ніж райони поблизу екватора Енцелада. А вузькі ділянки вздовж «тигрових смуг» тепліші ще на 70 °С. Незрозуміло також, чому не схильний до такого розігріву розташований ще ближче до Сатурна супутник Мімас, діаметр якого — 400 км — лише трохи менше, ніж у Енцелада. Деякі дослідники порівнюють останнього з велетенською кометою, що викидає порції речовини, яка розсіюється в просторі. Правда, є велика різниця в джерелах енергії — у комет це зовнішній нагрів Сонцем, а у Енцелада відбувається розігрів речовини в надрах самого супутника. Викиди водяних фонтанів нагадують певною мірою діяльність гейзерів на Землі з тією лише різницею, що у земних аналогів температура досить висока, а гейзери Енцелада — холодні й розкидають кристалики льоду.

## Тритон

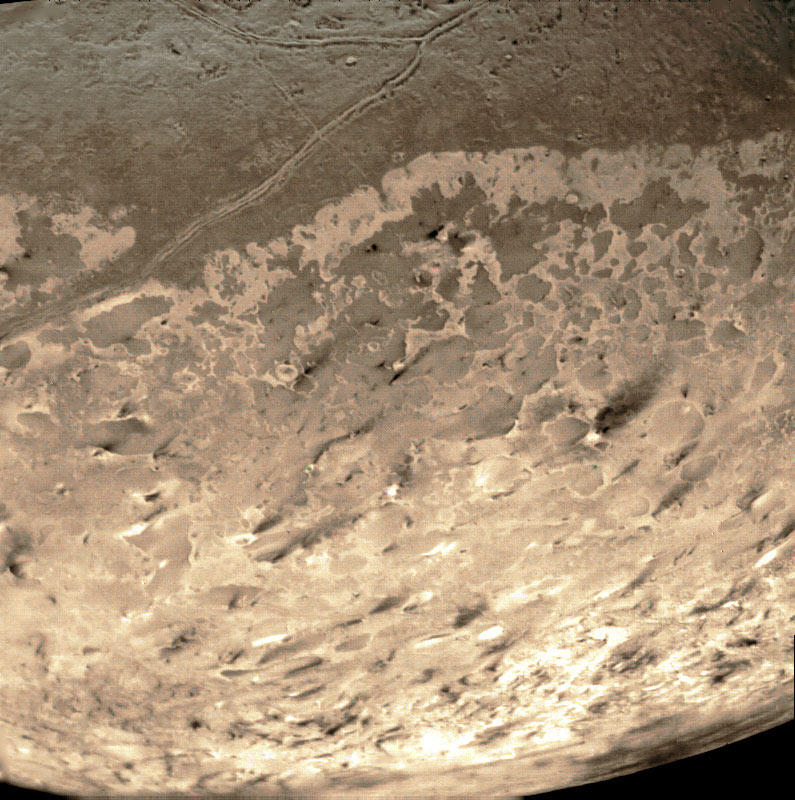
Темні смуги на поверхні південного полюса Тритона, як вважають, є відкладенням пилу, що залишений після вивержень азотних гейзерів

Найбільш віддалена від Сонця вулканічна активність спостерігається на Тритоні — найбільшому із супутників Нептуна. Він розташований у 30 разів далі від Сонця, ніж Земля, тому достовірні відомості про нього з'явилися порівняно недавно — 1989 року, коли до Тритона дісталася автоматична станція «Вояджер-2» та вперше зробила докладні знімки цього супутника. Головною несподіванкою, яку підніс Тритон, виявилася вулканічна активність. Його діаметр 2700 км, тобто лише 0,75 від місячного. До польоту «Вояджера-2» ніхто навіть і гадки не мав, що на цьому невеликому й холодному супутнику можлива будь-яка геологічна активність. Її пояснили незвичайним хімічним складом Тритона, одного з найхолодніших тіл у Сонячній системі — температура там надзвичайно низька, близько −240 °С. Тому лід і іній, що вкривають його поверхню, складаються з твердого азоту. У настільки холодних умовах вулканізм має вельми незвичайну природу. На знімках були виявлені газові гейзери — темні стовпи азоту, що підійсаються вертикально до висоти 8 км, де під дією вітру нахиляються й витягуються паралельно до поверхні Тритона «хвостами» довжиною до 150 км. Було виявлено десять діючих гейзерів. Найбільші гейзери назвали Хілі та Махілані (на честь зулуського водяного духа та тонганського морського духа).
Активність газових гейзерів зумовлена сонячним нагріванням, що розплавляє азотний лід на деякій глибині, у місцях, де є водяний лід і метанові сполуки, що мають темний колір. Невеликого надлишкового тиску газової суміші, що виникає в глибинному шарі при його нагріванні, виявляється цілком достатньо, щоб викинути газовий фонтан високо в розріджену атмосферу Тритона (тиск там в 60 000 разів менший, ніж на поверхні Землі). Слабкий вітер, що дме в верхніх шарах атмосфери, розповсюджує викинуту речовину, забарвлену в чорний колір домішкою метанових з'єднань, на сотні кілометрів в сторону. Поступово цей матеріал осідає на майже білосніжну поверхню Тритона, утворюючи на ній темні смуги з «розмитими» краями. Такими смугами вкрита вся південна частина Тритона, сфотографована Вояджером-2, що вказує на численність азотних гейзерів.